# 氧化钪
氧化鈧（化学式：Sc2O3），是鈧最常見的氧化物。它是不溶于水的白色粉末，易溶于热酸，但经高温灼烧的氧化钪较难溶解。

## 製備
氧化鈧可藉由直接燃燒鈧而得：
4 Sc + 3 O2 → 2 Sc2O3
含挥发基的钪化合物经氧化灼烧也可以生成氧化钪。

## 反應
氧化钪加热时会和酸反应，形成对应的产物。举个例子，氧化钪在无水 HCl 中加热时会生成 ScCl3·nH2O。它可以通过 NH4Cl脱水，再把混合的 NH4Cl 通过 300-500 °C时的升华排除。 NH4Cl 的存在是必要的，因为直接烘干ScCl3·nH2O 会形成氯氧化物。
Sc2O3 + 6 HCl + x H2O → 2 ScCl3·nH2O + 3 H2O
ScCl3·nH2O + n NH4Cl → ScCl3 + n H2O + n NH4Cl
类似的，氧化钪和三氟甲磺酸反应会形成三氟甲磺酸钪 (Sc(OTf)3·nH2O) 。

## 天然存在
不纯的氧化钪存在于 kangite中。

## 扩展阅读
- 易宪武，黄春辉，王慰（1998年9月）．《无机化学丛书》第七卷 钪稀土元素．北京：科学出版社．页50．书号 03-002323-4．